# Стадион Јунак
Стадион Јунак (буг. Стадион Юнак) је био вишенаменски стадион у централној Софији, Бугарска. Налазио се на северозападном углу Књаз Борисове баште, на јужној обали Перловске реке. Био је то највећи стадион у Бугарској до средине 20. века, са капацитетом од 35.000 гледалаца, а првобитно је коришћен као главни стадион за утакмице бугарске фудбалске репрезентације. Терен је био скоро тачно квадратног облика, са четири равна реда трибина на свим странама.
Стадион је добио име по спортским друштвима Јунак која су настала у Бугарској крајем 19. века, а сама су добила име по речи „јунак”.
Током 1920-30-их година, одмах североисточно од стадиона Јунак, изграђено је мање Левско поље, матично игралиште СК Левски. Педесетих година прошлог века БЦП је одлучио да на месту Левског поља изгради нови, већи национални стадион. Како би нови стадион задирао у североисточне трибине стадиона Јунак, и он је порушен како би се направио простор за Национални стадион Васил Левски, отворен 1953. Због тога је Динамо (Левски) Софија добио нови дом на северу, источно предграђе престонице, док је на месту Јунак саграђен знатно мањи стадион Дружба, који је дуги низ година служио као клизалиште.
Након пада комунизма, напуштено клизалиште је поново добило име првобитног стадиона Јунак, али никада више није коришћено као спортски објекат и од раних 2000-их лежи у рушевинама које су видљиве између националног стадиона и софијске метро станице која је раније носила исто име.
Стадион је такође коришћен за неортодоксне „спортове“, попут живог људског шаха за време цара Бориса.